# Origny-Sainte-Benoite
Origny-Sainte-Benoite és un municipi francès situat al departament de l'Aisne i a la regió dels Alts de França. L'any 2007 tenia 1.692 habitants.

## Demografia

### Població
El 2007 la població de fet d'Origny-Sainte-Benoite era de 1.692 persones. Hi havia 700 famílies de les quals 220 eren unipersonals (104 homes vivint sols i 116 dones vivint soles), 196 parelles sense fills, 212 parelles amb fills i 72 famílies monoparentals amb fills.
La població ha evolucionat segons el següent gràfic:
Habitants censats

### Habitatges
El 2007 hi havia 799 habitatges, 710 eren l'habitatge principal de la família, 5 eren segones residències i 84 estaven desocupats. 705 eren cases i 91 eren apartaments. Dels 710 habitatges principals, 445 estaven ocupats pels seus propietaris, 256 estaven llogats i ocupats pels llogaters i 9 estaven cedits a títol gratuït; 2 tenien una cambra, 68 en tenien dues, 127 en tenien tres, 176 en tenien quatre i 337 en tenien cinc o més. 426 habitatges disposaven pel capbaix d'una plaça de pàrquing. A 343 habitatges hi havia un automòbil i a 207 n'hi havia dos o més.

### Piràmide de població
La piràmide de població per edats i sexe el 2009 era:
| Homes | Edats   | Dones |
| ----- | ------- | ----- |
| 0     | 95 o +  | 4     |
| 4     | 90 a 94 | 0     |
| 0     | 85 a 89 | 20    |
| 4     | 80 a 84 | 20    |
| 32    | 75 a 79 | 48    |
| 44    | 70 a 74 | 80    |
| 20    | 65 a 69 | 48    |
| 44    | 60 a 64 | 32    |
| 24    | 55 a 59 | 28    |
| 52    | 50 a 54 | 44    |
| 92    | 45 a 49 | 72    |
| 76    | 40 a 44 | 76    |
| 56    | 35 a 39 | 56    |
| 64    | 30 a 34 | 80    |
| 48    | 25 a 29 | 48    |
| 52    | 20 a 24 | 52    |
| 88    | 15 a 19 | 72    |
| 72    | 10 a 14 | 76    |
| 60    | 5 a 9   | 56    |
| 24    | 0 a 4   | 40    |

## Economia
El 2007 la població en edat de treballar era de 1.092 persones, 718 eren actives i 374 eren inactives. De les 718 persones actives 608 estaven ocupades (355 homes i 253 dones) i 110 estaven aturades (50 homes i 60 dones). De les 374 persones inactives 86 estaven jubilades, 98 estaven estudiant i 190 estaven classificades com a «altres inactius».

### Ingressos
El 2009 a Origny-Sainte-Benoite hi havia 754 unitats fiscals que integraven 1.783 persones, la mediana anual d'ingressos fiscals per persona era de 14.362 €.

### Activitats econòmiques
Dels 93 establiments que hi havia el 2007, 2 eren d'empreses extractives, 5 d'empreses alimentàries, 3 d'empreses de fabricació d'altres productes industrials, 9 d'empreses de construcció, 28 d'empreses de comerç i reparació d'automòbils, 6 d'empreses de transport, 6 d'empreses d'hostatgeria i restauració, 5 d'empreses financeres, 3 d'empreses immobiliàries, 7 d'empreses de serveis, 14 d'entitats de l'administració pública i 5 d'empreses classificades com a «altres activitats de serveis».
Dels 21 establiments de servei als particulars que hi havia el 2009, 1 era una oficina de correu, 2 oficines bancàries, 1 funerària, 1 taller de reparació d'automòbils i de material agrícola, 1 autoescola, 2 paletes, 1 guixaire pintor, 1 lampisteria, 1 electricista, 2 empreses de construcció, 3 perruqueries, 3 restaurants, 1 agència immobiliària i 1 tintoreria.
Dels 12 establiments comercials que hi havia el 2009, 2 eren botigues de més de 120 m², 1 una botiga de més de 120 m², 2 fleques, 1 una fleca, 2 llibreries, 1 una botiga de roba, 1 una sabateria i 2 floristeries.
L'any 2000 a Origny-Sainte-Benoite hi havia 23 explotacions agrícoles que ocupaven un total de 2.223 hectàrees.

## Equipaments sanitaris i escolars
El 2009 hi havia 2 farmàcies i 1 ambulància.
El 2009 hi havia 1 escola maternal i 1 escola elemental.

## Poblacions més properes
El següent diagrama mostra les poblacions més properes.